# Jonathan Woodgate
Jonathan Simon Woodgate (Middlesbrough, 22 de janeiro de 1980) é um ex-futebolista inglês que atuava como zagueiro. Atualmente, defende o Middlesbrough como técnico.

## Carreira
Woodgate iniciou sua carreira nas categorias de base do Middlesbrough, aos treze anos. Porém, após divergências entre sua família e a direção do clube, acabou saindo, indo para o Leeds United. No Leeds, logo em sua primeira temporada no clube, foi uma peça importante na conquista da FA Youth Cup, em 1997. Em novembro do ano seguinte, fez sua estreia na equipe principal.
Disputando posição com nomes, como Rio Ferdinand, Lucas Radebe e Dominic Matteo, Woodgate era considerado o mais completo dos três e, um dos melhores revelados nas categorias de base do Leeds. Porém, suas participações quase nunca eram frequentes, devido a suas lesões. Com problemas financeiros na época, o Leeds acabou tendo que vender Woodgate ao Newcastle United, deixando a torcida irada e, levando a demissão de Terry Venables, por não concordar com sua saída.
No Newcastle, Woodgate chegou em janeiro de 2003, após o clube pagar nove milhões de euros por seu passe. Mesmo com seu desempenho excepcional no início, continuou a sofrer com suas lesões, sendo uma responsável por abreviar sua única temporada completa defendendo os Magpies.
Logo, mesmo com suas lesões, acabou sendo contrato pelo galático Real Madrid, em agosto de 2004, que pagou treze milhões e meio de euros. Em sua primeira temporada, não disputou nenhuma partida, fazendo sua estreia apenas em setembro do ano seguinte, numa partida contra o Athletic Bilbao. Porém, sua estreia não foi das melhores: marcou um gol contra, e foi expulso após cometer um pênalti. Ainda assim, saiu de campo aplaudido. Seu primeiro gol aconteceu na vitória sobre o Rosenberg (4 a 1), pela Liga dos Campeões da UEFA, sendo sua estreia em competições europeias com o Real.
Pouco tempo depois, acabou se tornando titular da equipe do Real, que contava com outros grandes jogadores para a posição. Um jornal o descreveu como tendo "tornado-se um líder da equipe". Mas Woodgate acabou sofrendo novamente com suas lesões, tendo que fazer uma cirurgia nas costas. Com isso, acabou perdendo sua segunda chance de disputar um Mundial (ficou de fora do Mundial de 2002 devido a problemas com a justiça, sendo suspenso da seleção).
Após se recuperar da lesão, acabou assinando um contrato por empréstimo com o clube de sua cidade natal, o Middlesbrough. Sua estreia aconteceu contra o Arsenal, no Emirates Stadium, sendo mais tarde considerado pelos jornais como o melhor homem em campo. Já em sua segunda partida, assumiu a braçadeira de capitão. Em abril de 2007, o Boro anunciou que Woodgate foi contrato definitivamente, por sete milhões de euros, firmando um contrato de quatro anos.
Na temporada seguinte, durante a pré-temporada, acabou sofrendo uma nova lesão, sendo substituído por David Wheater, que mais tarde se tornaria o motivo de sua transferência para o Tottenham Hotspur, que pagou os mesmos sete milhões de euros pagos pelo Boro ao Real. Sua estreia aconteceu dois dias depois, em 30 de janeiro, na partida contra o Everton. O primeiro gol aconteceu pouco tempo depois, na prorrogação da final da Copa da Liga, contra o Chelsea, sendo considerado o melhor jogador da final.
Após não renovar seu contrato com o Tottenham, acertou em 11 de julho de 2011 um contrato de uma temporada com o Stoke City.

## Títulos
Tottenham Hotspur
- Copa da Liga Inglesa: 2007–08

### Prêmios individuais
- Troféu Alan Hardaker: 2008